# Margaret St. Clair
Margaret St. Clair, née le 17 février 1911 à Huchinson au Kansas et morte le 22 novembre 1995  à Santa Rosa en Californie, est une romancière de science-fiction américaine qui a écrit sous les noms de plume Idris Seabright et Wilton Hazzard. 

## Biographie
Elle fait ses études à l'université de Californie à Berkeley et y fait la connaissance d'Eric St. Clair qu'elle épouse en 1932. En 1934 elle obtient son diplôme, un master of Arts en  littérature grecque classique. 
Elle commence à écrire des nouvelles de science-fiction comme Rocket to Limbo (« Fusée pour Limbo ») en 1946. Sa période la plus créative se situe dans les années 1950, avec des livres à succès comme The Man Who Sold Rope to the Gnoles (« L'homme qui vendait de la corde aux gnolls », 1951), Brightness Falls from the Air (1951), An Egg a Month from All Over (1952), et Horrer Howce (1956). Elle cesse d'écrire des nouvelles après  1960. The Best of Margaret St. Clair (1985) est un recueil représentatif de ses meilleures nouvelles.
Margaret St. Clair est l'auteur de plus de cent nouvelles et de neuf romans. Elle a fait une intéressante incursion hors de la science-fiction avec son roman de 1963 Sign of the Labrys, dans lequel elle est l'une des premières à utiliser la wicca comme élément d'une fiction.
Ses domaines d'intérêt allaient de la sorcellerie au nudisme et au féminisme. Elle et son mari restèrent un couple sans enfants.

## Œuvres

### Romans
- (en) The Green Queen, 1956
- (en) Agent of the Unknown, 1956
- (en) The Games of Neith, 1960
- (en) Sign of the Labrys, 1963
- (en) Three Worlds of Futurity, 1964
- (en) Message from the Eocene, 1964
- (en) The Dolphins of Altair, 1967
- (en) The Shadow People, 1969
- (en) The Dancers of Noyo, 1973

### Recueils de nouvelles
- (en) Change the Sky and Other Stories, 1974
- (en) The Best of Margaret St. Clair, 1985

### Nouvelles
- Se battre et mourir, 1954 ((en) Brightness falls from the air, 1951)
- Le Temps des prophètes, 1954 ((en) Age of Prophecy, 1951)
- La Crevasse dans la Lune, 1956 ((en) The Hole in the Moon, 1952)
- Les Altruistes, 1956 ((en) The Altruists, 1953)
- Mauvais Contact, 1983 ((en) Short in the Chest, 1954)
- La Mézon de l’orreure, 1957 ((en) Horrer Howce, 1956)
- La Mort de chaque jour, 1958 ((en) The Death of Each Day, 1958)